# The Celestial Toymaker
The Celestial Toymaker  (Le fabricant de jouets céleste) est le vingt-quatrième épisode de la première série de la série télévisée britannique de science-fiction Doctor Who, diffusé pour la première fois en quatre parties hebdomadaires du 2 au 23 avril 1966.

## Accroche
Le TARDIS est entrainé malgré lui dans le monde du "Fabricant de jouets céleste", un être immortel et puissant qui a  le jeu comme seule passion. Pendant que le Docteur et le Fabricant s'affrontent, Steven et Dodo devront vaincre plusieurs épreuves afin de retrouver le vrai TARDIS. S'ils échouent, ils seront alors transformés en jouets.

## Distribution
- William Hartnell — Le Docteur
- Peter Purves — Steven Taylor
- Jackie Lane  —  Dodo Chaplet
- Michael Gough — Le Fabricant de Jouets
- Peter Stephens — Cyril / Le Valet de Cœur / Le garçon de cuisine
- Campbell Singer — Joey / Le Roi de Cœur / Le Sergent Rugg
- Carmen Silvera — Clara / La Reine de Cœur / Mrs Wiggs
- Reg Lever — Le Joker
- Beryl Braham, Ann Harrison, Delia Lindon — Danseuses

## Résumé

### The Celestial Toyroom
Alors qu'ils voyagent à l'intérieur du TARDIS, les compagnons du Docteur le voient soudainement devenir invisible. Le scanner du vaisseau n'indiquant rien, le Docteur s'agace car il sent un grand danger arriver et ne sait pas de quoi il s'agit. Sortant du TARDIS,le Docteur comprend alors qu'ils se trouvent dans la salle de jeux du Fabricant de Jouets, un être immortel et millénaire qui semble avoir pour seule passion de jouer. Il oblige Steven et Dodo à participer à une série d’épreuves, au bout desquelles on peut trouver à chaque fois un TARDIS, qui peut être le vrai ou une copie. S’ils arrivent au véritable TARDIS avant que le Docteur termine un autre jeu nommé le trilogique, un jeu semblable aux Tours de Hanoï et qui demande précisément 1023 mouvements, tous pourront repartir. Si cela ne devait pas arriver, tous seraient obligés de rester éternellement dans le monde du Fabricant sous forme de poupées. 
Le premier jeu auquel Dodo et Steven devront jouer est une version du Colin-maillard surélevé proposé par deux clowns. Ayant remarqué la tricherie des clowns après un certain temps de jeu, Steven et Dodo les forcent à recommencer, ce qui aura pour effet de faire échouer les clowns et de les transformer en poupées. Ils atteignent un faux TARDIS alors que le Docteur en est au mouvement 350. Ils découvrent une nouvelle énigme qui est affichée dans le générique de l'épisode.

### The Hall of Dolls
Une nouvelle épreuve commence pour Dodo et Steven, dont les adversaires ne sont autres que la famille de Cœur d’un jeu de cartes auquel le Fabricant de Jouets a donné la vie. Il s’agit pour eux de trouver la bonne chaise parmi les sept, six d’entre elles étant mortellement piégées. Lorsque le Docteur tente de leur donner la solution, le Fabricant lui enlève la capacité de parler. Ayant trouvé des poupées géantes, Dodo et Steven tentent de les mettre sur les chaises afin d'en tester le danger, mais sont doublés par le Roi et la Reine de Cœur qui tentent eux aussi de déterminer la véritable chaise. À la fin, Dodo s'assiéra sur une chaise piégée qui tentera de la geler, mais le Roi et la Reine s'étant tous deux assis sur une même chaise, le sort sera rompu. Steven et Dodo atteignent encore un faux TARDIS alors que le Docteur en est au mouvement 700. Tandis qu'ils découvrent une nouvelle énigme, ils sont poursuivis par des poupées ballerines. 

### The Dancing Floor
Steven et Dodo arrivent à s'enfuir en passant la porte de la nouvelle épreuve. Ils se retrouvent à présent dans une cuisine, en compagnie de Mrs Wiggs et le Sergent Rugg, deux nouvelles créatures du Fabricant de Jouets destinés à les énerver. Ils doivent fouiller la cuisine de fond en comble pour trouver la clé de la porte qui mène à la piste de danse, la suite de l’épreuve. Le sergent, par bêtise, les aidera involontairement, et il ne tardent alors pas à trouver la fameuse clé, cachée dans une tourte. Ils ouvrent la porte et se retrouvent dans une salle de bal. Lorsqu'ils la traversent, ils ne peuvent s'empêcher de danser. Steven et Dodo réussissent à en réchapper en changeant de partenaire de danse et atteignent une nouvelle fois un faux TARDIS. Le Docteur en est au mouvement 902 lorsque ses deux compagnons se retrouvent face à Cyril, un homme étrange déguisé en écolier.

### The Final Test
Le dernier jeu est une sorte de marelle. Chaque joueur doit lancer des dés pour avancer d’un certain nombre de cases et être le premier à atteindre l’arrivée. Face à eux, Cyril se montre exécrable et ne cesse de leur mettre des bâtons dans les roues, mais finalement, il finira par perdre en glissant sur sa propre poudre glissante. Steven et Dodo gagnent alors que le Docteur est à son avant-dernier mouvement. Le Fabricant le somme de finir la partie, ce que le Docteur ne veut pas, car cela pourrait entraîner la destruction de l'univers céleste et par conséquent, celle du Docteur et du TARDIS. Ils réussissent néanmoins à s'en sortir en s'enfuyant et en imitant la voix du Fabricant pour que le dernier mouvement soit amorcé. 
Steven propose alors au Docteur quelques bonbons laissés par Cyril. En ayant avalé un, le Docteur se met à crier.

## Continuité
- L'épisode commence au même moment où se finissait l'intrigue de « The Ark ».
- Le Fabricant de Jouets Céleste reviendra en 2023 lors des épisodes spéciaux du 60ème anniversaire sous les traits de Neil Patrick Harris. Le personnage devait revenir au cours de la saison 23, lors d'un épisode nommé "The Nightmare Fair" mais ce projet ne fut jamais mis à jour car la saison 23 s'est basée sur un seul grand arc nommé « The Trial of a Time Lord ». Néanmoins l'épisode est sorti sous forme d'une novélisation et a même été repris en 2009 sous forme de pièce radiophonique.
- De façon assez étrange, on peut trouver une photo du clown Clara dans « The Day of the Clown », un épisode de la série spin-off The Sarah Jane Adventures.
- Le Fabricant de Jouets Céleste est un gardien du temps, comme le Gardien Blanc et le Gardien noir, il en existe six en tout, mais seuls trois apparaissent dans la série. il est mentionné comme le gardien de cristal. les trois autres gardiens sont le gardien rouge de la justice et de la vérité, le gardien azur de l'équilibre, et le gardien doré de la vie et de la mort

## Production

### Scénarisation
Il s'agit du premier scénario d'un épisode de Doctor Who écrit par Brian Hayles. Déjà engagé l'année précédente par le script-éditor (responsable des scénarios) Dennis Spooner pour écrire le scénario d'un épisode nommé "The Dark Planet", celui-ci ne sera pas poursuivi. Brian Hayles soumit cependant trois idées de scénario, à savoir "The Celestial Toymaker", "The White Witch" et “The Hands Of Aten". Les trois projets furent acceptés durant l'année 1965 par le successeur de Spooner, Donald Tosh mais les deux derniers furent abandonnés en janvier 1966. Le scénario de cet épisode, nommé à l'époque "The Trilogic Game" fut officiellement commandé dès le mois de juillet 1965 car il correspondait au virage que Donald Tosh et le nouveau producteur John Wiles voulaient pour Doctor Who : plus de fantastique et un ennemi qui pourrait être récurrent face à William Hartnell. 
À l'époque, John Wiles était peu satisfait d'Hartnell, dont le mauvais caractère et la santé déclinante rendaient difficile la production des épisodes. De plus, son contrat expirait à la fin de l'épisode et il fut décidé un temps que pendant que le Docteur jouerait au Trilogique celui-ci serait rendu invisible aux yeux de tous et qu'à la fin de l'épisode, le Docteur serait joué par un acteur différent. Wiles comptait sur une disparition de l'acteur durant trois épisodes pour que les téléspectateurs oublient son visage et se fassent à un nouvel acteur. Néanmoins, lorsque ce plan fut connu du chef de la programmation Gerald Savory, celui-ci s'empressa d'étendre le contrat de William Hartnell à de nouveaux épisodes. Exténués par le tournage pharaonesque de l'épisode « The Daleks' Master Plan » Tosh et Wiles quittèrent la production de la série au début de l'année 1966 et ne purent repousser ce projet plus loin. 
Ayant dépensé une partie du budget dans l'épisode « The Ark », il fallut réécrire une partie du scénario devenu infaisable car trop coûteux. Hayles étant parti faire sa propre série, un soap sportif nommé "United!", Donald Tosh s'acquitta de cette tâche, peu de temps avant de quitter la série. Prenant conseil sur le réalisateur de l'épisode, Bill Sellars, Tosh remplaça toute une séquence se déroulant dans un labyrinthe par la recherche d'une clé dans une cuisine. 
Lorsque le script fut enfin finalisé, Tosh et Wiles ne faisaient plus partie du staff de la série alors qu'un autre problème arriva. Dodo et Steven devaient jouer contre deux autres concurrents nommés George et Margareth. Les personnages faisaient référence à la pièce "George et Margareth" écrite par Gerald Savory, où tout le monde semble attendre les deux personnages et où la pièce s'arrête avant leur apparition. Or, Savory, devenu chef de la programmation, mis le véto sur cette idée moins d'un mois avant la production de l'épisode. Campbell Singer et Carmen Silvera ayant déjà été engagé pour jouer les deux personnages, le nouveau script-éditor, Gerry Davis dut alors changer l'épisode de sorte qu'ils jouent un ensemble de rôles différents (Joey et Clara, le Sergent Ruggs et Mrs Wiggs, le Roi et la Reine de Cœur...) Davis modifia également le script afin de donner un rôle plus important à Dodo et à Steven. 

### Tournage
Les premières prises de vues furent effectuées le 2 et 3 mars 1966 au studio d'Ealing, sous la direction de Bill Sellars dont il s'agit du seul épisode de Doctor Who qu'il ait réalisé. Ces prises de vues consistaient en des passages du jeu de trilogique, d'où seul la main de l'acteur Albert Ward, dépassait, pendant que William Hartnell prononçait ses lignes de textes. 
Le tournage débuta le 18 mars 1966 au studio 1 de Riverside, et comme à l'accoutumée, les épisodes étaient répétés toute la semaine afin de pouvoir être enregistrés le vendredi suivant. Pour la première fois, la série utilisa des archives d'ancien épisodes, « The Daleks' Master Plan » et « The Massacre of St Bartholomew's Eve », afin de les diffuser sur le ventre du robot. William Hartnell était en vacances durant la production de la deuxième et troisième partie "The Hall Of Dolls" et "The Dancing Floor".
Lors de la production de l'épisode "The Dancing Floor", les costumiers décidèrent d'habiller Cyril dans un costume proche de celui de Billy Bunter, un personnage populaire de la télévision britannique, alors que le script initial mentionnait plutôt un costume proche de celui d'Artful Dogers dans Oliver Twist.
Peter Purves raconte qu'après le tournage, la production lui avait offert le jeu de trilogique utilisé dans l'épisode et qu'il pense que celui-ci était maudit. Après son départ de Doctor Who, l'acteur eu une période de malchance et ne trouva pas travail pendant près d'un an et demi. Le lendemain du jour où il se débarrassa du jeu, la production de Z-Cars l'appelait pour lui offrir un rôle.

### Casting
- Michael Gough réapparaîtra dans la série dans l'épisode « Arc of Infinity ».
- Peter Stephens jouera le rôle de Lolem dans un épisode du second Docteur « The Underwater Menace ».
- Carmen Silvera apparaîtra aussi dans l'épisode « Invasion of the Dinosaurs ».

## Diffusion et réception
| Épisode                                                    | Date de diffusion | Durée | Téléspectateurs en millions | Archives                                |
| ---------------------------------------------------------- | ----------------- | ----- | --------------------------- | --------------------------------------- |
| "The Celestial Toyroom"                                    | 2 avril 1966      | 24:40 | 8,0                         | Bande audio et quelques extraits vidéos |
| "The Hall of Dolls"                                        | 9 avril 1966      | 24:45 | 8,0                         | Bande audio et quelques extraits vidéos |
| "The Dancing Floor"                                        | 16 avril 1966     | 24:10 | 9,4                         | Bande audio et quelques extraits vidéos |
| "The Final Test"                                           | 23 avril 1966     | 23:57 | 7,8                         | Films 16mm                              |
| L'épisode fit un score d'audience assez bon pour la série. |                   |       |                             |                                         |

L'épisode eu quelques problèmes dû aux héritiers de Frank Richard, le créateur de Billy Bunter qui acceptèrent assez mal que leur personnage soit détourné pour en faire un ennemi. La BBC déclina toute responsabilité. L'affaire se calma, même si des menaces de procès pour plagiat furent émises. L'épisode ne fut pas très apprécié à l'époque, notamment par son manque d'action et la prévisibilité de certains personnages. Les enfants se plaignaient qu'il ne comprenaient rien aux jeux montrés, en partie par la façon dont les poupées ont tendance à trafiquer les règles. Néanmoins la performance de Michael Gough dans le rôle du Fabricant de Jouets fut unanimement appréciée. 
La critique moderne a tendance à saluer ce premier pas de Doctor Who vers la "science fantasy" un genre avec lequel elle va souvent se retrouver.

### Épisodes manquants
Dans les années 1970 à des fins d'économie, la BBC détruisit de nombreux épisodes de Doctor Who. Les parties 1 à 3 ne furent jamais retrouvées, seule la bande audio et des  photos de l'épisode sont encore disponibles. La 4eme partie fut conservée dans les archives de la BBC.

## Novélisation
L'épisode fut novélisé sous le titre de "The Celestial Toymaker" par Gerry Davis et Alison Bingeman et publié en novembre 1986 sous le numéro 111 de la collection Doctor Who des éditions Target Book. Cette novélisation n'a connu aucune traduction à ce jour.

## Édition VHS, CD et DVD
L'épisode n'a jamais été édité en français, mais a connu plusieurs éditions au Royaume-Uni, en Australie et aux États-Unis.
- La quatrième partie de l'épisode est sortie en VHS en 1991 dans le coffret "The Hartnell Years".
- Cette quatrième partie fait aussi partie du coffret "Doctor Who, Lost in Time" sorti en novembre 2004 et réunissant des passages d'épisodes perdus.
- La bande son de l'épisode a été éditée sur CD avec la voix off de Peter Purves servant d'introduction et de lien entre les différents passages. À noter que la narration de l'acteur masque le terme "nègre" prononcé par le Roi de Cœur lorsqu'il récite une comptine[5].
- Une reconstruction de l'épisode a été effectuée par l'équipe de "Loose Cannon Productions". L'épisode, diffusé gratuitement par VHS est constitué d'un diaporama à partir des bandes son, des photos de l'épisode et de la 4e partie de l'épisode. Elle y inclut également une introduction et une conclusion par Peter Purves.